# Saison 2018-2019 des Bucks de Milwaukee
La saison 2018-2019 des Bucks de Milwaukee est la 51e saison de la franchise en NBA.

## Draft
| Tour | Choix | Joueur           | Poste | Nationalité | Provenance            |
| ---- | ----- | ---------------- | ----- | ----------- | --------------------- |
| 1    | 17    | Donte DiVincenzo | G     | États-Unis  | Wildcats de Villanova |

## Matchs

### Summer League
| Summer League Total: 2-3 |

| Match | Date match | Équipe       | Score        | Meilleur marqueur    | Meilleur rebondeur  | Meilleur passeur       | Lieux Spectateurs    | Série |
| ----- | ---------- | ------------ | ------------ | -------------------- | ------------------- | ---------------------- | -------------------- | ----- |
| 1     | 6 juillet  | Détroit      | V 90-63      | Christian Wood (23)  | Christian Wood (11) | Jordan Barnett (4)     | Cox Pavilion         | 1 - 0 |
| 2     | 8 juillet  | Dallas       | D 78-81      | Travis Trice II (16) | Christian Wood (10) | Quarterman, Wilson (4) | Cox Pavilion         | 1 - 1 |
| 3     | 9 juillet  | Denver       | D 83-90      | Monte Morris (20)    | Monte Morris (6)    | Monte Morris (8)       | Cox Pavilion         | 1 - 2 |
| 4     | 12 juillet | San Antonio  | V 83-75 (OT) | Christian Wood (26)  | Christian Wood (15) | Travis Trice II (7)    | Cox Pavilion         | 2 - 2 |
| 5     | 14 juillet | Philadelphie | D 89-91      | Christian Wood (27)  | Christian Wood (12) | Brown, Trice II (3)    | Thomas & Mack Center | 2 - 3 |

### Pré-saison
| Pré-saison Total: 3-1 (Domicile: 2-0; Extérieur: 1-1) |

| Match | Date match | Équipe          | Score          | Meilleur marqueur     | Meilleur rebondeur    | Meilleur passeur      | Lieux Spectateurs       | Série |
| ----- | ---------- | --------------- | -------------- | --------------------- | --------------------- | --------------------- | ----------------------- | ----- |
| 1     | 3 octobre  | Chicago         | V 116-82       | G. Antetokoúnmpo (19) | G. Antetokoúnmpo (13) | Trois joueurs (6)     | Fiserv Forum            | 1 - 0 |
| 2     | 7 octobre  | @ Minnesota     | V 125-107      | G. Antetokoúnmpo (21) | G. Antetokoúnmpo (10) | Tim Frazier (5)       | Hilton Coliseum         | 2 - 0 |
| 3     | 9 octobre  | @ Oklahoma City | D 115-119 (OT) | Christian Wood (19)   | Christian Wood (15)   | Malcolm Brogdon (7)   | Chesapeake Energy Arena | 2 - 1 |
| 4     | 12 octobre | Minnesota       | V 143-121      | G. Antetokoúnmpo (32) | G. Antetokoúnmpo (12) | G. Antetokoúnmpo (10) | Fiserv Forum            | 3 - 1 |

### Saison régulière
| Saison régulière Total: 60-22 (Domicile: 33-8; Extérieur: 27-14) |

| Match | Date match | Équipe       | Score     | Meilleur marqueur        | Meilleur rebondeur    | Meilleur passeur       | Lieux           | Série |
| ----- | ---------- | ------------ | --------- | ------------------------ | --------------------- | ---------------------- | --------------- | ----- |
| 1     | 17 octobre | @ Charlotte  | V 113-112 | G. Antetokoúnmpo (25)    | G. Antetokoúnmpo (18) | G. Antetokoúnmpo (8)   | Spectrum Center | 1 - 0 |
| 2     | 19 octobre | Indiana      | V 118-101 | G. Antetokoúnmpo (26)    | G. Antetokoúnmpo (15) | Bledsoe, Brogdon (7)   | Fiserv Forum    | 2 - 0 |
| 3     | 22 octobre | New York     | V 124-113 | G. Antetokoúnmpo (31)    | G. Antetokoúnmpo (15) | Eric Bledsoe (13)      | Fiserv Forum    | 3 - 0 |
| 4     | 24 octobre | Philadelphie | V 123-108 | G. Antetokoúnmpo (32)    | G. Antetokoúnmpo (18) | G. Antetokoúnmpo (10)  | Fiserv Forum    | 4 - 0 |
| 5     | 26 octobre | @ Minnesota  | V 125-95  | Ilyasova, Middleton (16) | G. Antetokoúnmpo (12) | Eric Bledsoe (9)       | Target Center   | 5 - 0 |
| 6     | 27 octobre | Orlando      | V 113-91  | G. Antetokoúnmpo (21)    | Ersan İlyasova (10)   | Ersan İlyasova (6)     | Fiserv Forum    | 6 - 0 |
| 7     | 29 octobre | Toronto      | V 124-109 | Ersan Ilyasova (19)      | Ersan Ilyasova (10)   | Bledsoe, Middleton (8) | Fiserv Forum    | 7 - 0 |

| Match | Date match   | Équipe          | Score          | Meilleur marqueur     | Meilleur rebondeur          | Meilleur passeur             | Lieux           | Série  |
| ----- | ------------ | --------------- | -------------- | --------------------- | --------------------------- | ---------------------------- | --------------- | ------ |
| 8     | 1er novembre | @ Boston        | D 113-117      | G. Antetokoúnmpo (33) | G. Antetokoúnmpo (11)       | Eric Bledsoe (7)             | TD Garden       | 1 - 7  |
| 9     | 4 novembre   | Sacramento      | V 144-109      | G. Antetokoúnmpo (26) | G. Antetokoúnmpo (15)       | G. Antetokoúnmpo (11)        | Fiserv Forum    | 8 - 1  |
| 10    | 6 novembre   | @ Portland      | D 103-118      | G. Antetokoúnmpo (23) | Antetokoúnmpo, İlyasova (9) | Antetokoúnmpo, Middleton (6) | Moda Center     | 8 - 2  |
| 11    | 8 novembre   | @ Golden State  | V 134-111      | Eric Bledsoe (26)     | G. Antetokoúnmpo (9)        | Bledsoe, Middleton (6)       | Oracle Arena    | 9 - 2  |
| 12    | 10 novembre  | @ L.A. Clippers | D 126-128 (OT) | G. Antetokoúnmpo (27) | G. Antetokoúnmpo (18)       | Trois joueurs (5)            | Staples Center  | 9 - 3  |
| 13    | 11 novembre  | @ Denver        | V 121-114      | Brook Lopez (28)      | G. Antetokoúnmpo (9)        | G. Antetokoúnmpo (8)         | Pepsi Center    | 10 - 3 |
| 14    | 14 novembre  | Memphis         | D 113-116      | G. Antetokoúnmpo (31) | G. Antetokoúnmpo (9)        | Eric Bledsoe (7)             | Fiserv Forum    | 10 - 4 |
| 15    | 16 novembre  | Chicago         | V 123-104      | Eric Bledsoe (25)     | G. Antetokoúnmpo (13)       | Khris Middleton (8)          | Fiserv Forum    | 11 - 4 |
| 16    | 19 novembre  | Denver          | V 104-98       | G. Antetokoúnmpo (29) | G. Antetokoúnmpo (12)       | G. Antetokoúnmpo (6)         | Fiserv Forum    | 12 - 4 |
| 17    | 21 novembre  | Portland        | V 143-100      | G. Antetokoúnmpo (33) | G. Antetokoúnmpo (16)       | G. Antetokoúnmpo (9)         | Fiserv Forum    | 13 - 4 |
| 18    | 23 novembre  | Phoenix         | D 114-116      | G. Antetokoúnmpo (35) | G. Antetokoúnmpo (10)       | Eric Bledsoe (7)             | Fiserv Forum    | 13 - 5 |
| 19    | 24 novembre  | San Antonio     | V 135-129      | G. Antetokoúnmpo (34) | G. Antetokoúnmpo (18)       | Eric Bledsoe (10)            | Fiserv Forum    | 14 - 5 |
| 20    | 26 novembre  | @ Charlotte     | D 107-110      | G. Antetokoúnmpo (20) | G. Antetokoúnmpo (13)       | G. Antetokoúnmpo (9)         | Spectrum Center | 14 - 6 |
| 21    | 28 novembre  | Chicago         | V 116-113      | G. Antetokoúnmpo (36) | G. Antetokoúnmpo (11)       | G. Antetokoúnmpo (8)         | Fiserv Forum    | 15 - 6 |

| Match | Date match   | Équipe              | Score          | Meilleur marqueur         | Meilleur rebondeur         | Meilleur passeur             | Lieux                   | Série   |
| ----- | ------------ | ------------------- | -------------- | ------------------------- | -------------------------- | ---------------------------- | ----------------------- | ------- |
| 22    | 1er décembre | @ New York          | D 134-136 (OT) | G. Antetokoúnmpo (33)     | G. Antetokoúnmpo (19)      | Antetokoúnmpo, Bledsoe (7)   | Madison Square Garden   | 15 - 7  |
| 23    | 5 décembre   | Détroit             | V 115-92       | Eric Bledsoe (27)         | Brook Lopez (8)            | Matthew Dellavedova (6)      | Fiserv Forum            | 16 - 7  |
| 24    | 7 décembre   | Golden State        | D 95-105       | G. Antetokoúnmpo (22)     | G. Antetokoúnmpo (15)      | G. Antetokoúnmpo (5)         | Fiserv Forum            | 16 - 8  |
| 25    | 9 décembre   | @ Toronto           | V 104-99       | Antetokoúnmpo, Lopez (19) | G. Antetokoúnmpo (19)      | G. Antetokoúnmpo (6)         | Scotiabank Arena        | 17 - 8  |
| 26    | 10 décembre  | Cleveland           | V 108-92       | Eric Bledsoe (20)         | Eric Bledsoe (12)          | Bledsoe, Brogdon (5)         | Fiserv Forum            | 18 - 8  |
| 27    | 12 décembre  | @ Indiana           | D 97-113       | Eric Bledsoe (26)         | G. Antetokoúnmpo (10)      | G. Antetokoúnmpo (7)         | Bankers Life Fieldhouse | 18 - 9  |
| 28    | 14 décembre  | @ Cleveland         | V 114-102      | G. Antetokoúnmpo (44)     | G. Antetokoúnmpo (14)      | G. Antetokoúnmpo (8)         | Quicken Loans Arena     | 19 - 9  |
| 29    | 17 décembre  | @ Détroit           | V 107-104      | G. Antetokoúnmpo (32)     | G. Antetokoúnmpo (12)      | Eric Bledsoe (9)             | Little Caesars Arena    | 20 - 9  |
| 30    | 19 décembre  | La Nouvelle-Orléans | V 123-115      | G. Antetokoúnmpo (25)     | D. J. Wilson (10)          | G. Antetokoúnmpo (8)         | Fiserv Forum            | 21 - 9  |
| 31    | 21 décembre  | @ Boston            | V 120-107      | G. Antetokoúnmpo (30)     | Malcolm Brogdon (9)        | Antetokoúnmpo, Middleton (5) | TD Garden               | 22 - 9  |
| 32    | 22 décembre  | @ Miami             | D 87-94        | Khris Middleton (18)      | G. Antetokoúnmpo (13)      | Eric Bledsoe (6)             | American Airlines Arena | 22 - 10 |
| 33    | 25 décembre  | @ New York          | V 109-95       | G. Antetokoúnmpo (30)     | G. Antetokoúnmpo (14)      | Eric Bledsoe (5)             | Madison Square Garden   | 23 - 10 |
| 34    | 27 décembre  | New York            | V 112-96       | G. Antetokoúnmpo (31)     | Antetokoúnmpo, Wilson (14) | G. Antetokoúnmpo (8)         | Fiserv Forum            | 24 - 10 |
| 35    | 29 décembre  | Brooklyn            | V 129-115      | G. Antetokoúnmpo (31)     | G. Antetokoúnmpo (10)      | G. Antetokoúnmpo (10)        | Fiserv Forum            | 25 - 10 |

| Match | Date match  | Équipe          | Score     | Meilleur marqueur       | Meilleur rebondeur     | Meilleur passeur           | Lieux                   | Série   |
| ----- | ----------- | --------------- | --------- | ----------------------- | ---------------------- | -------------------------- | ----------------------- | ------- |
| 36    | 1er janvier | Détroit         | V 121-98  | Brook Lopez (25)        | G. Antetokoúnmpo (8)   | G. Antetokoúnmpo (7)       | Fiserv Forum            | 26 - 10 |
| 37    | 4 janvier   | Atlanta         | V 144-112 | Brogdon, Middleton (19) | Ersan İlyasova (10)    | G. Antetokoúnmpo (10)      | Fiserv Forum            | 27 - 10 |
| 38    | 5 janvier   | Toronto         | D 116-123 | G. Antetokoúnmpo (43)   | G. Antetokoúnmpo (18)  | Khris Middleton (9)        | Fiserv Forum            | 27 - 11 |
| 39    | 7 janvier   | Utah            | V 114-102 | G. Antetokoúnmpo (30)   | G. Antetokoúnmpo (10)  | Eric Bledsoe (6)           | Fiserv Forum            | 28 - 11 |
| 40    | 9 janvier   | @ Houston       | V 116-109 | G. Antetokoúnmpo (27)   | G. Antetokoúnmpo (21)  | Antetokoúnmpo, Bledsoe (5) | Toyota Center           | 29 - 11 |
| 41    | 11 janvier  | @ Washington    | D 106-113 | Khris Middleton (25)    | Bledsoe, Middleton (8) | Eric Bledsoe (9)           | Capital One Arena       | 29 - 12 |
| 42    | 13 janvier  | @ Atlanta       | V 133-114 | G. Antetokoúnmpo (33)   | Khris Middleton (11)   | Eric Bledsoe (10)          | State Farm Arena        | 30 - 12 |
| 43    | 15 janvier  | Miami           | V 124-86  | Eric Bledsoe (17)       | G. Antetokoúnmpo (10)  | G. Antetokoúnmpo (10)      | Fiserv Forum            | 31 - 12 |
| 44    | 16 janvier  | @ Memphis       | V 110-101 | G. Antetokoúnmpo (27)   | G. Antetokoúnmpo (11)  | Khris Middleton (5)        | FedExForum              | 32 - 12 |
| 45    | 19 janvier  | @ Orlando       | V 118-108 | Eric Bledsoe (30)       | G. Antetokoúnmpo (13)  | G. Antetokoúnmpo (5)       | Amway Center            | 33 - 12 |
| 46    | 21 janvier  | Dallas          | V 116-106 | G. Antetokoúnmpo (31)   | G. Antetokoúnmpo (15)  | Antetokoúnmpo, Bledsoe (5) | Fiserv Forum            | 34 - 12 |
| 47    | 25 janvier  | Charlotte       | V 108-99  | G. Antetokoúnmpo (34)   | G. Antetokoúnmpo (14)  | Khris Middleton (4)        | Fiserv Forum            | 35 - 12 |
| 48    | 27 janvier  | @ Oklahoma City | D 112-118 | G. Antetokoúnmpo (27)   | G. Antetokoúnmpo (18)  | Khris Middleton (6)        | Chesapeake Energy Arena | 35 - 13 |
| 49    | 29 janvier  | @ Détroit       | V 115-105 | G. Antetokoúnmpo (21)   | G. Antetokoúnmpo (8)   | G. Antetokoúnmpo (11)      | Little Caesars Arena    | 36 - 13 |
| 50    | 31 janvier  | @ Toronto       | V 105-92  | G. Antetokoúnmpo (19)   | G. Antetokoúnmpo (9)   | Eric Bledsoe (6)           | Scotiabank Arena        | 37 - 13 |

| Match                  | Date match | Équipe       | Score          | Meilleur marqueur       | Meilleur rebondeur            | Meilleur passeur             | Lieux                    | Série   |
| ---------------------- | ---------- | ------------ | -------------- | ----------------------- | ----------------------------- | ---------------------------- | ------------------------ | ------- |
| 51                     | 2 février  | @ Washington | V 131-115      | G. Antetokoúnmpo (37)   | G. Antetokoúnmpo (10)         | Khris Middleton (6)          | Capital One Arena        | 38 - 13 |
| 52                     | 4 février  | @ Brooklyn   | V 113-94       | G. Antetokoúnmpo (30)   | G. Antetokoúnmpo (15)         | G. Antetokoúnmpo (9)         | Barclays Center          | 39 - 13 |
| 53                     | 6 février  | Washington   | V 148-129      | G. Antetokoúnmpo (43)   | D. J. Wilson (7)              | Eric Bledsoe (11)            | Fiserv Forum             | 40 - 13 |
| 54                     | 8 février  | @ Dallas     | V 122-107      | G. Antetokoúnmpo (29)   | G. Antetokoúnmpo (16)         | Antetokoúnmpo ,Bledsoe (5)   | American Airlines Center | 41 - 13 |
| 55                     | 9 février  | Orlando      | D 93-103       | Eric Bledsoe (19)       | Khris Middleton (12)          | Eric Bledsoe (5)             | Fiserv Forum             | 41 - 14 |
| 56                     | 11 février | @ Chicago    | V 112-99       | G. Antetokoúnmpo (29)   | G. Antetokoúnmpo (17)         | G. Antetokoúnmpo (8)         | United Center            | 42 - 14 |
| 57                     | 13 février | @ Indiana    | V 106-97       | G. Antetokoúnmpo (33)   | G. Antetokoúnmpo (17)         | G. Antetokoúnmpo (11)        | Bankers Life Fieldhouse  | 43 - 14 |
| NBA All-Star Game 2019 |            |              |                |                         |                               |                              |                          |         |
| 58                     | 21 février | Boston       | V 98-97        | G. Antetokoúnmpo (30)   | Antetokoúnmpo, Middleton (13) | G. Antetokoúnmpo (6)         | Fiserv Forum             | 44 - 14 |
| 59                     | 23 février | Minnesota    | V 140-128      | Khris Middleton (28)    | G. Antetokoúnmpo (10)         | Antetokoúnmpo, Middleton (7) | Fiserv Forum             | 45 - 14 |
| 60                     | 25 février | @ Chicago    | V 117-106      | Brogdon, Middleton (22) | D. J. Wilson (8)              | Brogdon, Connaughton (5)     | United Center            | 46 - 14 |
| 61                     | 27 février | @ Sacramento | V 141-140 (OT) | Eric Bledsoe (26)       | Eric Bledsoe (12)             | Eric Bledsoe (13)            | Golden 1 Center          | 47 - 14 |

| Match | Date match | Équipe                | Score          | Meilleur marqueur     | Meilleur rebondeur    | Meilleur passeur             | Lieux                      | Série   |
| ----- | ---------- | --------------------- | -------------- | --------------------- | --------------------- | ---------------------------- | -------------------------- | ------- |
| 62    | 1er mars   | @ L.A. Lakers         | V 131-120      | Eric Bledsoe (31)     | G. Antetokoúnmpo (15) | Antetokoúnmpo, Middleton (6) | Staples Center             | 48 - 14 |
| 63    | 2 mars     | @ Utah                | D 111-115      | G. Antetokoúnmpo (43) | G. Antetokoúnmpo (14) | G. Antetokoúnmpo (8)         | Vivint Smart Home Arena    | 48 - 15 |
| 64    | 4 mars     | @ Phoenix             | D 105-114      | G. Antetokoúnmpo (21) | G. Antetokoúnmpo (13) | G. Antetokoúnmpo (6)         | Talking Stick Resort Arena | 48 - 16 |
| 65    | 7 mars     | Indiana               | V 117-98       | G. Antetokoúnmpo (29) | G. Antetokoúnmpo (12) | G. Antetokoúnmpo (5)         | Fiserv Forum               | 49 - 16 |
| 66    | 9 mars     | Charlotte             | V 131-114      | G. Antetokoúnmpo (26) | G. Antetokoúnmpo (13) | G. Antetokoúnmpo (6)         | Fiserv Forum               | 50 - 16 |
| 67    | 10 mars    | @ San Antonio         | D 114-121      | G. Antetokoúnmpo (27) | G. Antetokoúnmpo (13) | Antetokoúnmpo, Bledsoe (6)   | AT&T Center                | 50 - 17 |
| 68    | 12 mars    | @ La Nouvelle-Orléans | V 130-113      | G. Antetokoúnmpo (24) | Pat Connaughton (11)  | Khris Middleton (7)          | Smoothie King Center       | 51 - 17 |
| 69    | 15 mars    | @ Miami               | V 113-98       | G. Antetokoúnmpo (33) | G. Antetokoúnmpo (16) | G. Antetokoúnmpo (9)         | American Airlines Arena    | 52 - 17 |
| 70    | 17 mars    | Philadelphie          | D 125-130      | G. Antetokoúnmpo (52) | G. Antetokoúnmpo (16) | G. Antetokoúnmpo (7)         | Fiserv Forum               | 52 - 18 |
| 71    | 19 mars    | L.A. Lakers           | V 115-101      | Khris Middleton (30)  | Khris Middleton (10)  | Eric Bledsoe (7)             | Fiserv Forum               | 53 - 18 |
| 72    | 20 mars    | @ Cleveland           | D 102-107      | Khris Middleton (26)  | Khris Middleton (12)  | Eric Bledsoe (8)             | Quicken Loans Arena        | 53 - 19 |
| 73    | 22 mars    | Miami                 | V 116-87       | G. Antetokoúnmpo (27) | Pat Connaughton (10)  | Khris Middleton (10)         | Fiserv Forum               | 54 - 19 |
| 74    | 24 mars    | Cleveland             | V 127-105      | G. Antetokoúnmpo (26) | G. Antetokoúnmpo (10) | Antetokoúnmpo, Bledsoe (7)   | Fiserv Forum               | 55 - 19 |
| 75    | 26 mars    | Houston               | V 108-94       | Eric Bledsoe (23)     | G. Antetokoúnmpo (14) | Eric Bledsoe (7)             | Fiserv Forum               | 56 - 19 |
| 76    | 28 mars    | L.A. Clippers         | V 128-118      | Khris Middleton (39)  | Trois joueurs (9)     | Eric Bledsoe (8)             | Fiserv Forum               | 57 - 19 |
| 77    | 31 mars    | @ Atlanta             | D 135-136 (OT) | Sterling Brown (27)   | Bonzie Colson (16)    | Tim Frazier (15)             | State Farm Arena           | 57 - 20 |

| Match | Date match | Équipe         | Score     | Meilleur marqueur     | Meilleur rebondeur     | Meilleur passeur     | Lieux              | Série   |
| ----- | ---------- | -------------- | --------- | --------------------- | ---------------------- | -------------------- | ------------------ | ------- |
| 78    | 1er avril  | @ Brooklyn     | V 131-121 | Eric Bledsoe (29)     | G. Antetokoúnmpo (11)  | Bledsoe, Frazier (7) | Barclays Center    | 58 - 20 |
| 79    | 4 avril    | @ Philadelphie | V 128-122 | G. Antetokoúnmpo (45) | G. Antetokoúnmpo (13)  | G. Antetokoúnmpo (6) | Wells Fargo Center | 59 - 20 |
| 80    | 6 avril    | Brooklyn       | D 128-133 | Eric Bledsoe (33)     | Connaughton, Lopez (8) | Eric Bledsoe (11)    | Fiserv Forum       | 59 - 21 |
| 81    | 7 avril    | Atlanta        | V 115-107 | G. Antetokoúnmpo (30) | G. Antetokoúnmpo (9)   | Eric Bledsoe (5)     | Fiserv Forum       | 60 - 21 |
| 82    | 10 avril   | Oklahoma City  | D 116-127 | T. Frazier (29)       | D. J. Wilson (17)      | T. Frazier (13)      | Fiserv Forum       | 60 - 21 |

### Playoffs
| Playoffs Total: 10-5 (Domicile: 6-2; Extérieur: 4-3) |

| Match | Date match | Équipe    | Score     | Meilleur marqueur     | Meilleur rebondeur    | Meilleur passeur    | Lieux                | Série |
| ----- | ---------- | --------- | --------- | --------------------- | --------------------- | ------------------- | -------------------- | ----- |
| 1     | 14 avril   | Détroit   | V 121-86  | G. Antetokoúnmpo (24) | G. Antetokoúnmpo (17) | Sterling Brown (7)  | Fiserv Forum         | 1 - 0 |
| 2     | 17 avril   | Détroit   | V 120-99  | Khris Middleton (20)  | G. Antetokoúnmpo (12) | Khris Middleton (8) | Fiserv Forum         | 2 - 0 |
| 3     | 20 avril   | @ Détroit | V 119-103 | Eric Bledsoe (27)     | G. Antetokoúnmpo (10) | Bledsoe, Hill (5)   | Little Caesars Arena | 3-0   |
| 4     | 22 avril   | @ Détroit | V 119-103 | G. Antetokoúnmpo (41) | Sterling Brown (13)   | Sterling Brown (6)  | Little Caesars Arena | 4-0   |

| Match | Date match | Équipe   | Score     | Meilleur marqueur     | Meilleur rebondeur        | Meilleur passeur     | Lieux        | Série |
| ----- | ---------- | -------- | --------- | --------------------- | ------------------------- | -------------------- | ------------ | ----- |
| 1     | 28 avril   | Boston   | D 90-112  | G. Antetokoúnmpo (22) | Khris Middleton (10)      | Khris Middleton (6)  | Fiserv Forum | 0 - 1 |
| 2     | 30 avril   | Boston   | V 123-102 | G. Antetokoúnmpo (29) | Pat Connaughton (11)      | Eric Bledsoe (5)     | Fiserv Forum | 1 - 1 |
| 3     | 3 mai      | @ Boston | V 123-116 | G. Antetokoúnmpo (32) | G. Antetokoúnmpo (13)     | G. Antetokoúnmpo (8) | TD Garden    | 2 - 1 |
| 4     | 6 mai      | @ Boston | V 113-101 | G. Antetokoúnmpo (39) | G. Antetokoúnmpo (16)     | Khris Middleton (7)  | TD Garden    | 3 - 1 |
| 5     | 8 mai      | Boston   | V 116-91  | G. Antetokoúnmpo (20) | Connaughton, Mirotić (11) | G. Antetokoúnmpo (8) | Fiserv Forum | 4 - 1 |

| Match | Date match | Équipe    | Score           | Meilleur marqueur     | Meilleur rebondeur    | Meilleur passeur     | Lieux            | Série |
| ----- | ---------- | --------- | --------------- | --------------------- | --------------------- | -------------------- | ---------------- | ----- |
| 1     | 15 mai     | Toronto   | V 108-100       | Brook Lopez (29)      | G. Antetokoúnmpo (14) | G. Antetokoúnmpo (6) | Fiserv Forum     | 1 - 0 |
| 2     | 17 mai     | Toronto   | V 125-103       | G. Antetokoúnmpo (30) | G. Antetokoúnmpo (17) | Eric Bledsoe (7)     | Fiserv Forum     | 2 - 0 |
| 3     | 19 mai     | @ Toronto | D 112-118 (2OT) | George Hill (24)      | G. Antetokoúnmpo (23) | G. Antetokoúnmpo (6) | Scotiabank Arena | 2 - 1 |
| 4     | 21 mai     | @ Toronto | D 102-120       | Khris Middleton (30)  | G. Antetokoúnmpo (10) | Khris Middleton (7)  | Scotiabank Arena | 2 - 2 |
| 5     | 23 mai     | Toronto   | D 99-105        | G. Antetokoúnmpo (24) | Malcolm Brogdon (11)  | Khris Middleton (10) | Fiserv Forum     | 2 - 3 |
| 6     | 25 mai     | @ Toronto | D 94-100        | G. Antetokoúnmpo (21) | G. Antetokoúnmpo (11) | Eric Bledsoe (7)     | Scotiabank Arena | 2 - 4 |

### Confrontations en saison régulière
| Conférence Est      | Conférence Est                           | Conférence Est                           | Conférence Est                           | Conférence Est                           | Conférence Ouest                         | Conférence Ouest                         | Conférence Ouest                         |
| Division Atlantique | Division Atlantique                      | Division Atlantique                      | Division Atlantique                      | Division Atlantique                      | Division Nord-Ouest                      | Division Nord-Ouest                      | Division Nord-Ouest                      |
| Équipe              | Domicile                                 | Domicile                                 | Extérieur                                | Extérieur                                | Équipe                                   | Domicile                                 | Extérieur                                |
| ------------------- | ---------------------------------------- | ---------------------------------------- | ---------------------------------------- | ---------------------------------------- | ---------------------------------------- | ---------------------------------------- | ---------------------------------------- |
| Boston              | 98-97                                    |                                          | 113-117                                  | 120-107                                  | Denver                                   | 104-98                                   | 121-114                                  |
| Brooklyn            | 129-115                                  | 128-133                                  | 113-94                                   | 131-121                                  | Minnesota                                | 140-128                                  | 125-95                                   |
| New York            | 124-113                                  | 112-96                                   | 134-136 (OT)                             | 109-95                                   | Oklahoma City                            | 116-127                                  | 112-118                                  |
| Philadelphie        | 123-108                                  | 125-130                                  | 128-122                                  |                                          | Portland                                 | 143-100                                  | 118-103                                  |
| Toronto             | 124-109                                  | 116-123                                  | 104-99                                   | 105-92                                   | Utah                                     | 114-102                                  | 111-115                                  |
|                     | 6–3                                      | 6–3                                      | 7–2                                      | 7–2                                      |                                          | 4–0                                      | 2–3                                      |
| Division            | 13–5                                     | 13–5                                     | 13–5                                     | 13–5                                     | Division                                 | 6–3                                      | 6–3                                      |
| Division Centrale   | Division Centrale                        | Division Centrale                        | Division Centrale                        | Division Centrale                        | Division Pacifique                       | Division Pacifique                       | Division Pacifique                       |
| Équipe              | Domicile                                 | Domicile                                 | Extérieur                                | Extérieur                                | Équipe                                   | Domicile                                 | Extérieur                                |
| Chicago             | 123-104                                  | 116-113                                  | 112-99                                   | 117-106                                  | Golden State                             | 95-105                                   | 134-111                                  |
| Cleveland           | 108-92                                   | 127-105                                  | 114-102                                  | 102-107                                  | L.A. Clippers                            | 128-118                                  | 126-128 (OT)                             |
| Detroit             | 115-92                                   | 121-98                                   | 107-104                                  | 115-105                                  | L.A. Lakers                              | 115-101                                  | 131-120                                  |
| Indiana             | 118-101                                  | 117-98                                   | 97-113                                   | 106-97                                   | Phoenix                                  | 114-116                                  | 105-114                                  |
|                     |                                          |                                          |                                          |                                          | Sacramento                               | 144-109                                  | 141-140                                  |
|                     | 8–0                                      | 8–0                                      | 6–2                                      | 6–2                                      |                                          | 3–2                                      | 3–2                                      |
| Division            | 14–2                                     | 14–2                                     | 14–2                                     | 14–2                                     | Division                                 | 6–4                                      | 6–4                                      |
| Division Sud-Est    | Division Sud-Est                         | Division Sud-Est                         | Division Sud-Est                         | Division Sud-Est                         | Division Sud-Ouest                       | Division Sud-Ouest                       | Division Sud-Ouest                       |
| Équipe              | Domicile                                 | Domicile                                 | Extérieur                                | Extérieur                                | Équipe                                   | Domicile                                 | Extérieur                                |
| Atlanta             | 144-112                                  | 115-107                                  | 133-114                                  | 135-136 (OT)                             | Dallas                                   | 116-106                                  | 122-107                                  |
| Charlotte           | 108-99                                   | 131-114                                  | 113-112                                  | 107-110                                  | Houston                                  | 108-94                                   | 116-109                                  |
| Miami               | 124-86                                   | 116-87                                   | 87-94                                    | 113-98                                   | Memphis                                  | 113-116                                  | 111-101                                  |
| Orlando             | 113-91                                   | 93-103                                   | 118-108                                  |                                          | La Nouvelle-Orléans                      | 123-115                                  | 130-113                                  |
| Washington          | 148-129                                  |                                          | 106-113                                  | 131-115                                  | San Antonio                              | 135-129                                  | 114-121                                  |
|                     | 8–1                                      | 8–1                                      | 5–4                                      | 5–4                                      |                                          | 4–1                                      | 4–1                                      |
| Division            | 13–5                                     | 13–5                                     | 13–5                                     | 13–5                                     | Division                                 | 8–2                                      | 8–2                                      |
| Conférence          | 40–12 (Domicile: 22–4; Extérieur: 18–8)  | 40–12 (Domicile: 22–4; Extérieur: 18–8)  | 40–12 (Domicile: 22–4; Extérieur: 18–8)  | 40–12 (Domicile: 22–4; Extérieur: 18–8)  | Conférence                               | 20–9 (Domicile: 11–3; Extérieur: 9–6)    | 20–9 (Domicile: 11–3; Extérieur: 9–6)    |
| Total               | 60–21 (Domicile: 33–7; Extérieur: 27–14) | 60–21 (Domicile: 33–7; Extérieur: 27–14) | 60–21 (Domicile: 33–7; Extérieur: 27–14) | 60–21 (Domicile: 33–7; Extérieur: 27–14) | 60–21 (Domicile: 33–7; Extérieur: 27–14) | 60–21 (Domicile: 33–7; Extérieur: 27–14) | 60–21 (Domicile: 33–7; Extérieur: 27–14) |

## Classements de la saison régulière
| Conférence Est | Conférence Est         | Conférence Est | Conférence Est | Conférence Est | Conférence Est | Conférence Est | Conférence Est |
| No             | Franchise              | Vic.           | Déf.           | MJ             | V/D            | GB             |                |
| -------------- | ---------------------- | -------------- | -------------- | -------------- | -------------- | -------------- | -------------- |
| 1              | Bucks de Milwaukee     | 60             | 22             | 82             | .732           | –              |                |
| 2              | Raptors de Toronto     | 58             | 24             | 82             | .707           | 2              |                |
| 3              | 76ers de Philadelphie  | 51             | 31             | 82             | .622           | 9              |                |
| 4              | Celtics de Boston      | 49             | 33             | 82             | .598           | 11             |                |
| 5              | Pacers de l'Indiana    | 48             | 34             | 82             | .585           | 12             |                |
| 6              | Nets de Brooklyn       | 42             | 40             | 82             | .512           | 18             |                |
| 7              | Magic d'Orlando        | 42             | 40             | 82             | .512           | 18             |                |
| 8              | Pistons de Détroit     | 41             | 41             | 82             | .500           | 19             |                |
|                |                        |                |                |                |                |                |                |
| 9              | Hornets de Charlotte   | 39             | 43             | 82             | .476           | 21             |                |
| 10             | Heat de Miami          | 39             | 43             | 82             | .476           | 21             |                |
| 11             | Wizards de Washington  | 32             | 50             | 82             | .390           | 28             |                |
| 12             | Hawks d'Atlanta        | 29             | 53             | 82             | .354           | 31             |                |
| 13             | Bulls de Chicago       | 22             | 60             | 82             | .268           | 38             |                |
| 14             | Cavaliers de Cleveland | 19             | 63             | 82             | .232           | 41             |                |
| 15             | Knicks de New York     | 17             | 65             | 82             | .207           | 43             |                |

| Division Centrale           | V  | D  | MJ | V/D  | GB | Dom   | Ext   | Div  |
| --------------------------- | -- | -- | -- | ---- | -- | ----- | ----- | ---- |
| Bucks de Milwaukee (1)      | 60 | 22 | 82 | .732 | –  | 33–8  | 27–14 | 14–2 |
| Pacers de l'Indiana (5)     | 48 | 34 | 82 | .585 | 12 | 29–12 | 19–22 | 11–5 |
| Pistons de Détroit (8)      | 41 | 41 | 82 | .500 | 19 | 26–15 | 15–26 | 8–8  |
| Bulls de Chicago (13)       | 22 | 60 | 82 | .268 | 38 | 9–32  | 13–28 | 3–13 |
| Cavaliers de Cleveland (14) | 19 | 63 | 82 | .232 | 41 | 13–28 | 6–35  | 4–12 |

## Effectif
| Bucks de Milwaukee Effectif en fin de saison régulière         |    |                        |                           |                    |
| Entraîneur : Mike Budenholzer                                  |    |                        |                           |                    |
| Meneur / Ailier / Ailier fort                                  | 34 | /                      | Giannis Antetokoúnmpo (C) | Filathlitikos B.C. |
| Meneur                                                         | 6  | Drapeau des États-Unis | Eric Bledsoe              | Kentucky           |
| Meneur / Arrière                                               | 13 | Drapeau des États-Unis | Malcolm Brogdon           | Virginia           |
| Arrière                                                        | 23 | Drapeau des États-Unis | Sterling Brown            | SMU                |
| Ailier fort                                                    | 50 | Drapeau des États-Unis | Bonzie Colson (R) (TW)    | Notre-Dame         |
| Arriere / Ailier                                               | 24 | Drapeau des États-Unis | Pat Connaughton           | Notre-Dame         |
| Arrière                                                        | 9  | Drapeau des États-Unis | Donte DiVincenzo (R)      | Villanova          |
| Meneur                                                         | 12 | Drapeau des États-Unis | Tim Frazier               | Penn State         |
| Ailier fort / Pivot                                            | 17 |                        | Pau Gasol                 | FC Barcelone       |
| Meneur                                                         | 3  | Drapeau des États-Unis | George Hill               | IUPUI              |
| Ailier fort                                                    | 77 | Drapeau de la Turquie  | Ersan Ilyasova            | Ülker Istanbul     |
| Pivot                                                          | 11 | Drapeau des États-Unis | Brook Lopez               | Stanford           |
| Arrière / Ailier                                               | 22 | Drapeau des États-Unis | Khris Middleton (C)       | Texas A&M          |
| Ailier fort                                                    | 41 | /                      | Nikola Mirotić            | Real Madrid        |
| Arrière                                                        | 21 | Drapeau des États-Unis | Tony Snell                | New Mexico         |
| Ailier / Ailier fort                                           | 5  | Drapeau des États-Unis | D. J. Wilson              | Michigan           |
| (C) - Capitaine, (R) - Rookie, (TW) - Two-way contract, Blessé |    |                        |                           |                    |

## Transactions

### Échanges
Tableau à expliciter[pas clair]
| 15 octobre 2018 | A Bucks de MilwaukeeJodie Meeks Futur second tour de draft (protégé) Compensation financière                                                                 | A Wizards de WashingtonFutur second tour de draft (protégé) |
| 7 décembre 2018 | A Bucks de MilwaukeeGeorge Jesse Hill (De Cleveland) Jason Smith (De Washington) Second tour de draft 2021 de Washington (De Cleveland) Draft Considerations | A Cavaliers de ClevelandMatthew Dellavedova (De Milwaukee) John Henson (De Milwaukee) Premier tour de draft 2021 protégé (De Milwaukee) Second tour de draft 2021 (De Milwaukee) Second tour de draft 2022 (De Washington) Compensation financière (De Washington)                                         |
| 7 décembre 2018 | A Wizards de WashingtonSam Dekker (De Cleveland) | |
| 7 février 2019  | A Bucks de MilwaukeeNikola Mirotić (De Nouvelle-Orléans) | A Pelicans de La Nouvelle-OrléansStanley Johnson (De Détroit) Jason Smith (De Milwaukee) Second tour de draft 2019 protégé de Denver (De Milwaukee) Second tour de draft 2020 (De Milwaukee) Second tour de draft 2020 de Washington (De Milwaukee) Second tour de draft 2021 de Washington (De Milwaukee) |
| 7 février 2019  | A Pistons de DétroitThon Maker (De Milwaukee) | |

### Extension de contrat
| Joueur       | Contrat                                                  |
| ------------ | -------------------------------------------------------- |
| Eric Bledsoe | Contrat partiellement garanti de 70 000 000 $ sur 4 ans. |

### Options dans les contrats
| Date       | Joueur       | Option                                                                        |
| ---------- | ------------ | ----------------------------------------------------------------------------- |
| 31/10/2018 | Thon Maker   | Milwaukee active son option d'équipe de 3 569 643 $ pour la saison 2019-2020. |
| 31/10/2018 | D. J. Wilson | Milwaukee active son option d'équipe de 2 961 120 $ pour la saison 2019-2020. |

### Arrivées

#### Draft
| Date       | Joueur           | Contrat                          | Provenance                   |
| ---------- | ---------------- | -------------------------------- | ---------------------------- |
| 10/07/2018 | Donte DiVincenzo | Contrat de 5 390 000 $ sur 2 ans | Wildcats de Villanova (NCAA) |

#### Agent libre
| Date       | Joueur          | Contrat                                                  | Provenance                            |
| ---------- | --------------- | -------------------------------------------------------- | ------------------------------------- |
| 16/07/2018 | Ersan İlyasova  | Contrat partiellement garanti de 21 000 000 $ sur 3 ans. | 76ers de Philadelphie                 |
| 17/07/2018 | Brook Lopez     | Contrat de 3 382 000 $ sur 1 an.                         | Lakers de Los Angeles                 |
| 01/08/2018 | Pat Connaughton | Contrat partiellement garanti de 3 364 050 $ sur 2 ans.  | Trail Blazers de Portland             |
| 21/09/2018 | Christian Wood  | Contrat partiellement garanti de 3 157 958 $ sur 1 an.   | Blue Coats du Delaware (NBA G-League) |
| 03/03/2019 | Pau Gasol       | Contrat de 527 467 $ jusqu'à la fin de la saison.        | Spurs de San Antonio                  |
| 19/03/2019 | Tim Frazier     | Contrat de 210 692 $ jusqu'à la fin de la saison.        | Pelicans de La Nouvelle-Orléans       |

#### Two-way contract
| Date       | Joueur        | Provenance                      |
| ---------- | ------------- | ------------------------------- |
| 24/07/2018 | Trevon Duval  | Blue Devils de Duke (NCAA)      |
| 26/07/2018 | Jaylen Morris | Auxilium Pallacanestro Torino   |
| 15/01/2019 | Bonzie Colson | Charge de Canton (NBA G-League) |

#### Contrats de 10 jours
| Date       | Joueur        | Contrat                           | Provenance                |
| ---------- | ------------- | --------------------------------- | ------------------------- |
| 25/02/2019 | Isaiah Canaan | Contrat de 99 290 $ sur 10 jours. | Timberwolves du Minnesota |

#### Camps d'entraînement
| Date       | Joueur           | Contrat                             | Provenance                |
| ---------- | ---------------- | ----------------------------------- | ------------------------- |
| 20/07/2018 | Travis Trice     | Contrat non garanti de 838 464 $.   | Champville SC             |
| 31/07/2018 | Brandon McCoy    | Contrat non garanti de 838 464 $.   | Rebels d'UNLV (NCAA)      |
| 07/08/2018 | Jordan Barnett   | Contrat non garanti de 838 464 $.   | Tigers du Missouri (NCAA) |
| 17/09/2018 | James Young      | Contrat non garanti de 1 621 415 $. | 76ers de Philadelphie     |
| 17/09/2018 | Robert Johnson   | Contrat non garanti de 838 464 $.   | 76ers de Philadelphie     |
| 18/09/2018 | Ike Nwamu        | Contrat non garanti de 838 464 $.   | G.S. Lavrio B.C.          |
| 21/09/2018 | Tim Frazier      | Contrat non garanti de 1 512 601 $. | Wizards de Washington     |
| 21/09/2018 | Shabazz Muhammad | Contrat non garanti de 1 757 429 $. | Bucks de Milwaukee        |

### Départs

#### Agents libres
| Date       | Joueur           | Nouvelle équipe  |
| ---------- | ---------------- | ---------------- |
| 01/07/2018 | Xavier Munford   | Fujian Sturgeons |
| 01/07/2018 | Jabari Parker    | Bulls de Chicago |
| 01/07/2018 | Marshall Plumlee |                  |
| 01/07/2018 | Jason Terry      |                  |

#### Joueurs coupés
| Date       | Joueur           | Nouvelle équipe ¹               |
| ---------- | ---------------- | ------------------------------- |
| 01/08/2018 | Brandon Jennings | Zénith Saint-Pétersbourg        |
| 17/09/2018 | Jordan Barnett   |                                 |
| 17/09/2018 | Brandon McCoy    | Pelicans de La Nouvelle-Orléans |
| 18/09/2018 | Travis Trice     |                                 |
| 25/11/2018 | Jodie Meeks      | Raptors de Toronto              |
| 13/01/2019 | Jaylen Morris    | BayHawks d'Érié (NBA G-League)  |
| 03/03/2019 | Isaiah Canaan    |                                 |
| 18/03/2019 | Christian Wood   | Pelicans de La Nouvelle-Orléans |
| 24/03/2019 | Trevon Duval     | Rockets de Houston              |

¹ Il s'agit de l’équipe pour laquelle le joueur a signé après son départ, il a pu entre-temps changer d'équipe ou encore de pays.

#### Non retenu après les camps d’entraînements
| Date       | Joueur           |
| ---------- | ---------------- |
| 11/10/2018 | Shabazz Muhammad |
| 13/10/2018 | Tyler Zeller     |
| 15/10/2018 | Tim Frazier      |

## Joueurs "agents libres" à la fin de la saison
| Joueur          | Fin de saison         |
| --------------- | --------------------- |
| Malcolm Brogdon | Agent libre restreint |
| Tim Frazier     | Agent libre           |
| Pau Gasol       | Agent libre           |
| Brook Lopez     | Agent libre           |
| Nikola Mirotić  | Agent libre           |

### Options en fin de saison
| Joueur          | Fin de saison  |
| --------------- | -------------- |
| Khris Middleton | Option joueur. |

## Récompenses
| Date                      | Joueur                | Récompense                                   |
| ------------------------- | --------------------- | -------------------------------------------- |
| 22 octobre – 28 octobre   | Giánnis Antetokoúnmpo | Joueur de la semaine dans la conférence Est. |
| 19 novembre – 25 novembre | Giánnis Antetokoúnmpo | Joueur de la semaine dans la conférence Est. |
| Octobre – Novembre        | Giánnis Antetokoúnmpo | Joueur du mois dans la conférence Est.       |
| 17 décembre – 23 décembre | Giánnis Antetokoúnmpo | Joueur de la semaine dans la conférence Est. |
| 24 décembre – 30 décembre | Giánnis Antetokoúnmpo | Joueur de la semaine dans la conférence Est. |
| Décembre                  | Giánnis Antetokoúnmpo | Joueur du mois dans la conférence Est.       |
| 21 janvier – 27 janvier   | Giánnis Antetokoúnmpo | Joueur de la semaine dans la conférence Est. |
| 28 janvier – 3 février    | Giánnis Antetokoúnmpo | Joueur de la semaine dans la conférence Est. |
| 17 février                | Giánnis Antetokoúnmpo | ☆ All-Star 2019 ☆                            |
| 17 février                | Khris Middleton       | ☆ All-Star 2019 ☆                            |
| Janvier                   | Mike Budenholzer      | Entraîneur du mois dans la conférence Est.   |
| Février                   | Mike Budenholzer      | Entraîneur du mois dans la conférence Est.   |
| Février                   | Giánnis Antetokoúnmpo | Joueur du mois dans la conférence Est.       |
| Mars – Avril              | Giánnis Antetokoúnmpo | Joueur du mois dans la conférence Est.       |